# Celestial (album Isis)
Celestial – pierwszy LP metalowej grupy Isis. Wydany zarówno na płycie CD jak i na winylu. Istnieją trzy zasadnicze okładki tego wydawnictwa – w wersji amerykańskiej, europejskiej i japońskiej. Istnieje również przedpremierowa wersja albumu – rozprowadzana jedynie podczas koncertu w Filadelfii z 11 czerwca 2000 roku (ograniczona do 50 sztuk). W Europie wydana przez Hydra Head Records, w Japonii rolę dystrybutora odegrał Ritual Records – stworzył dwupłytowe wydanie z EPką SGNL>05. Płyty winylowe to 3 serie tłoczeń (kolejno 1100, 501, 500 sztuk), standardowo w różnych wariantach kolorystycznych. Ciekawą pozycją kolekcjonerską jest 501 płyta z drugiej reedycji z powodu wadliwej okładki (różowy kolor).
Na krążku zespół kontynuuje ciężkie, sludgeowe granie. Od zmiany głównego producenta i realizatora nagrań zmienia się samo brzmienie, kawałki stają się mniej "brudne" i zyskują na jakości. Mimo podobnej koncepcji tworzenia riffów piosenki stają się zdecydowanie dłuższe, pokazując miejscami progresywny charakter. Już na tej płycie mamy do czynienia z pierwszym instrumentalnym nagraniem – "Deconstructing Towers". Jednocześnie wokal schodzi na dalszy plan, zaczyna pełnić instrumentalną rolę, wykorzystywany jedynie w momentach kluczowych. Warstwa tekstowa ulega pewnemu skondensowaniu, na płycie przeważają krótkie, sugestywne komunikaty.

## Koncepcja Albumu
Album jest połączony, poprzez okładkę, z EPką Mosquito Control. Motywem przewodnim płyty jest wieża (ang. The Tower) utożsamiana z efemeryczną kobiecą postacią. Głównym zadaniem wieży jest obserwacja, w trakcie trwania płyty mamy ukazaną budowę konstrukcji i jej dekonstrukcje jako całkowity, powtarzalny proces. Na EPce SGNL 05, jako prologu płyty wieża zawala się (w utworze "Divine Mother (The Tower Crumbles)"). Podobna forma repetywności panuje na produkcji Mosquito Control gdzie mowa o ulu, roju (ang. Hive) który zostaje utworzony, zniszczony i przeniesiony.

## Lista utworów
1. "SGNL>01" – 0:55
2. "Celestial (The Tower)" – 9:42
3. "Glisten" – 6:34
4. "Swarm Reigns (Down)" – 6:01
5. "SGNL>02" – 0:51
6. "Deconstructing Towers" – 7:30
7. "SGNL>03" – 0:34
8. "Collapse and Crush" – 5:55
9. "C.F.T. (New Circuitry and Continued Evolution)" – 5:42
10. "Gentle Time" – 7:02
11. "SGNL>04 (End Transmission)" – 1:06

## Twórcy
1. Dave Merullo – Mastering i audio editing
2. Jeff Caxide – bas
3. Aaron Harris – perkusja
4. Michael Gallagher – gitara
5. Bryant Clifford Meyer – elektronika, gitara
6. Aaron Turner – wokal, gitara